# جیجیم‌لی (بردع)
جیجیم‌لی (به لاتین: Cicimli) یک منطقه مسکونی در جمهوری آذربایجان است که در شهرستان بردع واقع شده است. جیجیم‌لی ۲۷۷ نفر جمعیت دارد.